# Chiesa di Santa Maria (Avezzano)
La chiesa di Santa Maria è un edificio religioso di Cese,
frazione di Avezzano (AQ), in Abruzzo.

## Storia

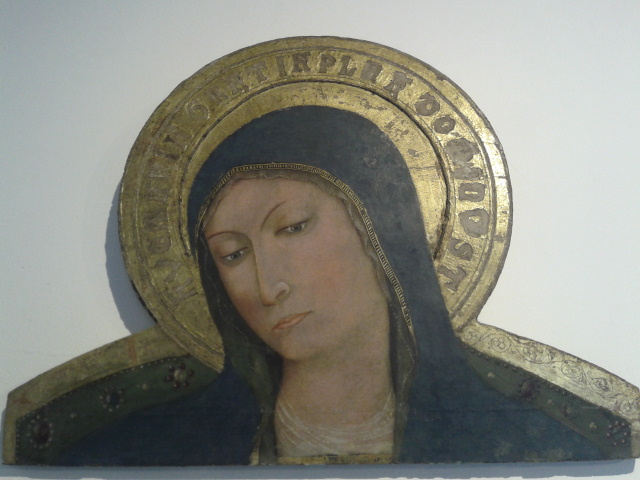
Madonna di Cese di Andrea De Litio (Museo d'arte sacra della Marsica, Celano)

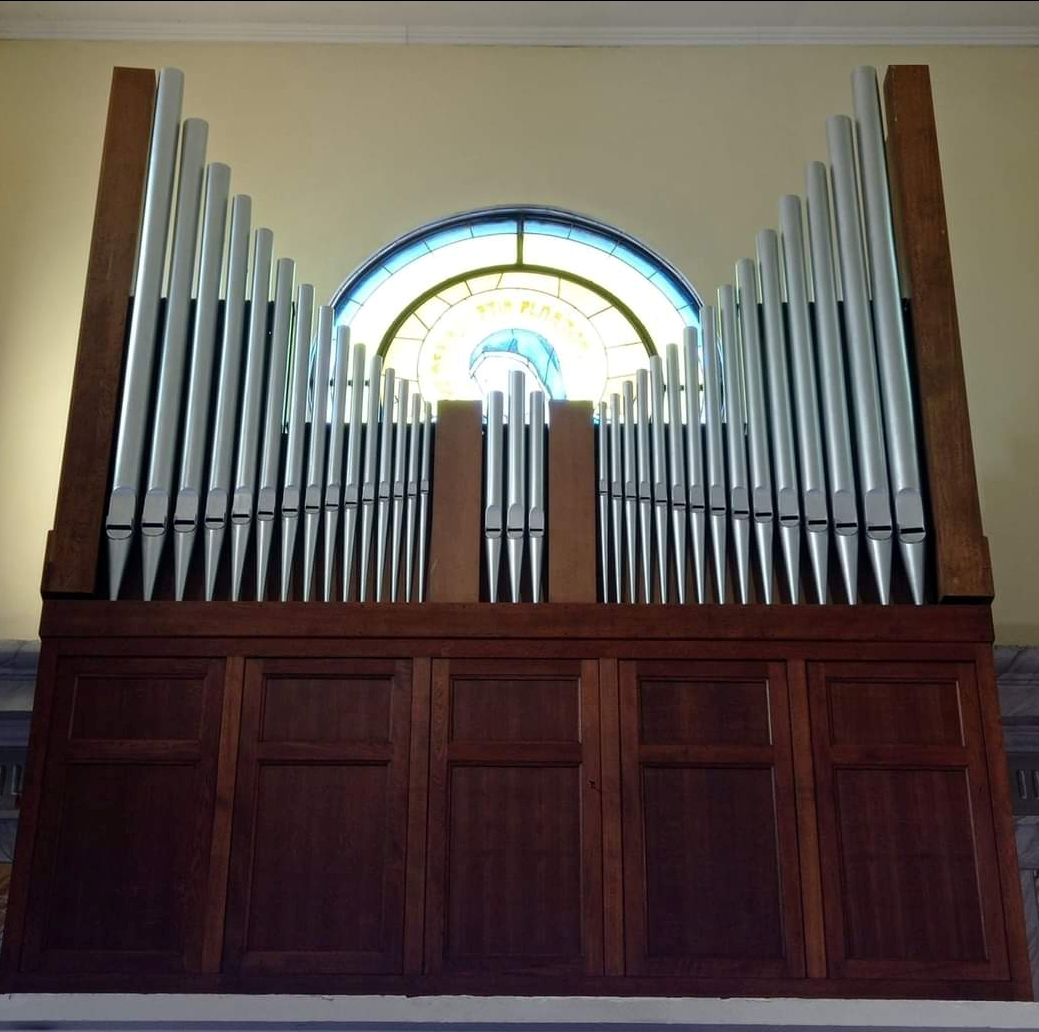
L'organo a canne

Secondo alcune fonti storiche il monastero benedettino, intorno al quale si formò il borgo di Cese, risalirebbe al X secolo, poco dopo la realizzazione della chiesa di Santa Maria in Luco. La chiesa di Luco divenne in seguito alla donazione dei Berardi conti dei Marsi un'importante prepositura in terra marsicana dell'abbazia di Montecassino, alla quale appartenne intorno all'anno 970 il monastero cesense.
La struttura, edificata sulle tracce di un antico tempio pagano o, secondo altre fonti, sui resti di una villa romana, possedette numerosi tenimenti nei campi Palentini e un cenobio presso il monastero di San Pietro in Corcumello fondato nel XIII secolo.
I monasteri di Cese e Corcumello furono soppressi con bolla papale alla fine del Duecento quando si prospettò in maniera sempre più concreta l'avvento degli Orsini nella contea di Albe, ai quali successivamente succedettero i Colonna nel ducato marsicano. Fu così che il potere benedettino nel territorio andò via via scemando.
Il vescovo dei Marsi, presumibilmente mons. Giacomo de Busce, tramutò la struttura monastica in una delle sue residenze.
Dal XIV al XVI secolo fu assidua a Cese la presenza dei vescovi Maccafani di Pereto.
Risale al XV secolo la tavola di Andrea De Litio, capolavoro pittorico datato tra il 1439 ed il 1442 raffigurante la Madonna in trono, noto come Madonna di Cese, esposto nel museo d'arte sacra della Marsica al castello di Celano.
In questa chiesa crebbe spiritualmente in fanciullezza e adolescenza il filologo Pietro Marso.
Dichiarata edificio monumentale degno di essere conservato nel 1902, crollò completamente a causa del terremoto della Marsica del 1915. Riedificata a cominciare dal 1934, venne inaugurata dopo la seconda guerra mondiale nel 1946.

### Sede vescovile o residenza temporanea
Alcuni documenti ecclesiastici, come le pergamene, hanno fatto presupporre che la chiesa venne elevata a sede vescovile pro tempore o a residenza vescovile temporanea, in particolare prima che Papa Stefano IX decretò con bolla pontificia la chiesa di Santa Sabina in Marsia cattedrale della diocesi marsicana, prima dello spostamento ufficiale della chiesa madre in Santa Maria delle Grazie di Pescina e, infine, nel periodo dei vescovi Maccafani di Pereto, a cominciare dalla prima metà del Cinquecento.

## Descrizione
La chiesa primigenia subì nel corso dei secoli vari restauri come quelli del 1213, del 1532 e del 1886, quest'ultimo si rese necessario dopo il crollo del tetto e della volta causato dalla grande nevicata del 9 febbraio. La struttura, ad ampia navata unica, si caratterizzava per il fonte battesimale, i quattro altari, il portale collocato nel 1532 al posto di quello quattrocentesco e il grande affresco duecentesco raffigurante il Cristo benedicente circondato da angioletti e santi. Tra le opere che impreziosirono la chiesa c'erano anche una tela e l'antico organo che furono donati dal duca di Albe e Tagliacozzo, Marcantonio II Colonna, durante la seconda metà del Cinquecento.
Nel campanile era collocata una campana realizzata nel 1321.
La chiesa ricostruita dopo il terremoto del 1915 ha tre navate divise da possenti pilastri. Internamente custodisce le statue del Sacro Cuore di Gesù, di Maria Addolorata e di san Sebastiano, quest'ultima è l'unica che è stato possibile recuperare dalla chiesa originaria, una tavola quattrocentesca raffigurante la Madonna e la croce processionaria del Trecento.
La facciata in travertino presenta tre portali con rosone centrale nella parte superiore. Il campanile quadrato svetta di lato posteriormente.